# Ħ
·Ħ, ħ（h-stroke）是马耳他语的一个字母，用来表示清咽擦音 (Voiceless pharyngeal fricative)。而在國際音標中，清喉壁擦音使用了这个字母的小写形式表示，即 /ħ/。
另外，马耳他语有一个二合字母 għ。
在量子力學裡，{\displaystyle \hbar }代表約化普朗克常數。
使用Word等微軟系統工具也能輸入Ħ。
1.按住Alt鍵不放。
2.輸入294(大寫)或295(小寫)。
3.放開後即可輸入。
(順帶一提，按下296/297會出現「Ĩ/ĩ」，293/292是「ĥ/Ĥ」，298/299則是「Ī/ī」。)

## 字符编码
| 字符编码 | Unicode | ISO 8859-3 |
| -------- | ------- | ---------- |
| 大写 Ħ   | U+0126  | A1         |
| 小写 ħ   | U+0127  | B1         |